# Ferdinand Thollander
Ulrik Ferdinand Thollander, även Udalricus Ferdinandus Thollander, född 19 november 1812 i Landeryds socken, Östergötlands län, död 7 maj 1875 i Söderhamn, var en svensk läkare. Han var far till Gustaf Thollander.
Thollander, som var son till löjtnanten och godsägaren Sven Fredrik Thollander, blev student vid Uppsala universitet 1829, avlade mediko-filosofisk examen 1834, blev medicine kandidat 1839, medicine licentiat 1840, medicine doktor 1841 och kirurgie magister samma år. Han var stadsläkare i Söderhamn 1841–75 och förste stadsläkare där från 1875, tillika lasarettsläkare där från 1841, andre bataljonsläkare vid Hälsinge regemente i Mohed 1851–54 och förste bataljonsläkare där 1854–57.
Thollander invaldes 1842 i det då inrättade skolrådet i Söderhamn, 1851 i direktionen för det då stiftade Söderhamns skyttegille  och 1853 i den första direktionen för Söderhamns stads Sparbank. Han var ledamot av Söderhamns stadsfullmäktige från dess inrättande 1863 och länge vice ordförande där.